# Monuments, Fine Arts, and Archives program
 (avril 2014).
Ne doit pas être confondu avec le film tiré de ce sujet, Monuments Men.
Le Monuments, Fine Arts, and Archives program (le « programme [de sauvegarde] de l'art, des monuments et des archives ») est un groupe créé en juin 1943 par le général Eisenhower, et communément surnommé les « Monuments Men ». Il est chargé de suivre les Alliés afin de récupérer les très nombreuses œuvres d'art dérobées par les nazis. En effet, la spoliation par le troisième Reich est évaluée à plus de cinq millions de tableaux et sculptures.

## Contexte

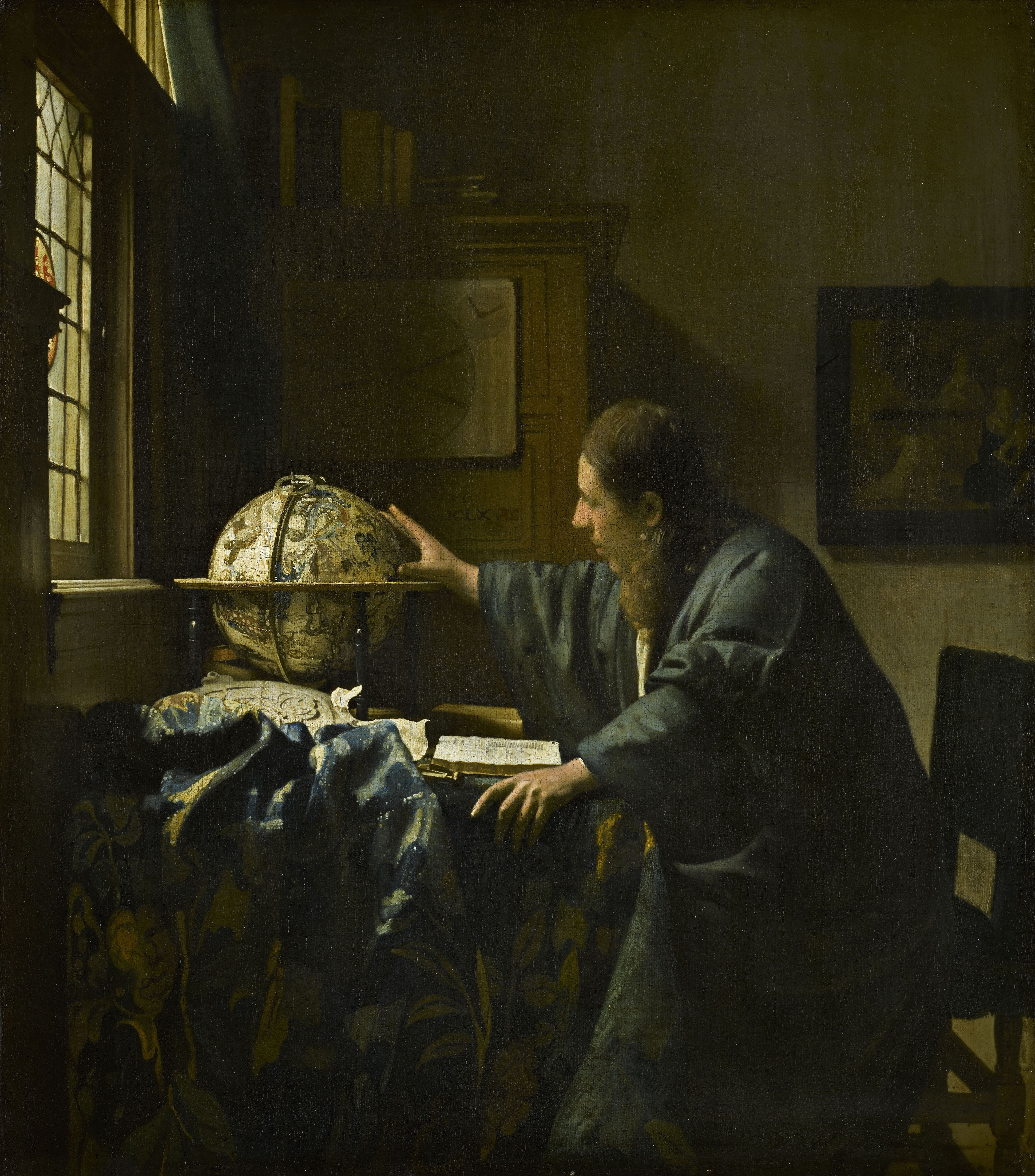
L'Astronome, de Vermeer, volé à Édouard de Rothschild en novembre 1940, et retrouvé dans la mine de sel d'Altaussee.

La Seconde Guerre mondiale a été pour les nazis l'occasion de piller l'Europe entière, amassant des millions d’œuvres d'art (sans doute plus de cinq millions d'œuvres). En France, les grandes collections détenues par des juifs - telles que celles de Paul Rosenberg, des Rothschild, ou encore des David-Weill - ont été pillées et emmenées en Allemagne.
Des services nazis de confiscation spécialement institués (telles les agences Einsatzstab Reichsleiter Rosenberg), entreprennent, à partir de listes établies bien avant le déclenchement de la guerre, le pillage et la confiscation de collections publiques et privées dans tous les pays qu'ils occupent ainsi que la spoliation des Juifs qui commence en Allemagne dès 1933. Des petites équipes en France, en Belgique et aux Pays-Bas vident entièrement tous les appartements juifs (au total 70 000 logements dont 38 000 à Paris) dans le cadre de la Möbelaktion. Les objets sans valeur sont brûlés, les livres servent à alimenter la bibliothèque de l'École supérieure du NSDAP. Organisée par le théoricien nazi Alfred Rosenberg, cette spoliation concerne les juifs (la première collection visée en France est celle des Rothschild) mais aussi des musées et des collections privées dans tous les pays occupés. Les nazis justifient ce pillage par le Kunstschutz, principe de préservation du patrimoine artistique et le projet de musée allemand gigantesque, le Führermuseum. Certains États ou particuliers prennent des mesures pour évacuer leurs chefs-d'œuvre avant l'invasion des forces de l'Axe, tel le musée du Louvre. Les nazis utilisent le musée du Jeu de Paume comme dépôt central avant d'orienter les œuvres vers différentes destinations en Allemagne. Une grande partie de ce butin de guerre est transférée à la fin de la guerre dans trois mines près de Salzbourg, la plus connue étant la mine de sel d'Altaussee avec plus de 2 000 pièces. Rose Valland, attachée de conservation du musée du Jeu de Paume, dresse alors un inventaire précis des œuvres qui transitent par le musée et essaye de connaître leurs destinations (en tête de liste, Hitler et son musée Führermuseum ainsi que la collection personnelle d'Hermann Göring), les noms des personnes responsables des transferts, ainsi que le numéro des convois et des transporteurs.

## Création desMonuments Menet mission

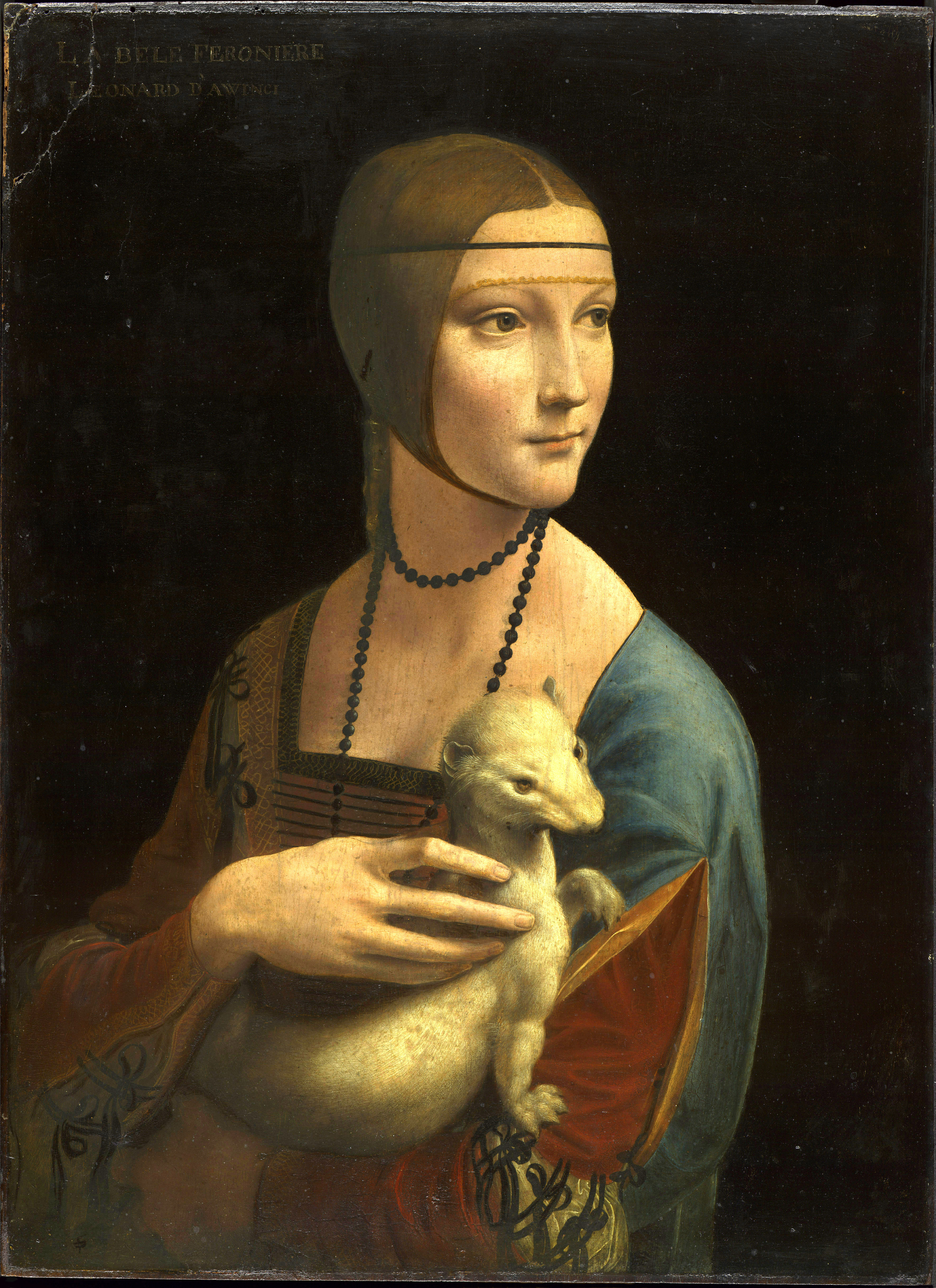
La Dame à l'hermine, de Léonard de Vinci, saisie en 1939 par les nazis et retrouvée dans la demeure de Hans Frank en Bavière.

Le conservateur d'art George L. Stout persuade le commandement militaire allié de créer le Monuments, Fine Arts, and Archives program, organisme américain. Ses membres, les Monuments Men, hommes ayant une formation de conservateur de musée, d'historien de l'art, d'architecte ou d'archiviste, sont initialement chargés de préserver des combats, les églises, musées et monuments nationaux au cours de la progression des Alliés puis, à la fin de la guerre de retrouver les biens pillés par les nazis et de les expertiser.
Le 23 juin 1943, le président des États-Unis Franklin Delano Roosevelt forme la Commission américaine pour la protection et le sauvetage des monuments artistiques et historiques en zone de guerre. Elle est plus connue sous le nom de la Commission Roberts grâce à son directeur Owen J. Roberts.
Afin d’aider les troupes américaines, les « Monuments Men » sont créés. Ils fournissent des informations sur le patrimoine culturel et les zones d’interventions. Ils protègent les œuvres en zone de combat mais sont aussi chargés de rechercher les œuvres disparues et d’établir des inventaires pour pouvoir les restituer à leurs propriétaires. Ce groupe est formé d’environ 350 hommes originaires de 13 nations différentes. Les personnes engagées dans ce groupe étaient pour la plupart des directeurs ou conservateurs de musées, des historiens d’art, des architectes, des artistes, des militaires ou des universitaires.

### Formation engagée
Liste Les Monuments Men Fondation , consulté le 20 juin 2021.
Liste du personnel du Monuments, Fine Arts, and Archives (en) : Voici une liste du personnel qui ont participé au programme Monuments, Fine Arts, and Archives dans les sections des affaires civiles et militaires du gouvernement des armées alliées entre 1943 et 1946.
- Walker Hancock : l'un des Monuments Men, qui a récupéré des trésors d'art pillées par les nazis[12].
- Karel G. Boon : historien de l'art. Spécialiste notamment de la gravure, il a écrit un ouvrage de référence sur les gravures de Rembrandt.
- Paul B. Coremans : assistant aux Musées Royaux d'Art et d'Histoire, puis fondateur et premier directeur de l’Institut royal du patrimoine artistique (IRPA) en Belgique.
- Bernard Druène : militaire et historien français.
- Karol Estreicher (junior) (en) : était un historien polonais d'art.
- Michel François (historien) : archiviste paléographe et historien français.
- Isaac Bencowitz (en) : capitaine de l'armée américaine du Monuments, après la Seconde Guerre mondiale.
- Esmond Samuel de Beer (en) : érudit en Nouvelle-Zélande, éditeur, collectionneur, bibliophile et philanthrope.
- Walter Farmer (en) : capitaine dans le Corps de l' armée américaine des ingénieurs. Il a rédigé le Wiesbaden manifeste (en).
- Jacques Jaujard : haut fonctionnaire français de l'administration des Beaux-Arts.
- Guthorm Kavli (en): architecte et écrivain norvégien.
- Raymond M. Lemaire : professeur d'université, historien de l'art et praticien de la rénovation de monuments et sites.
- Rose Valland : historienne d'art, une résistante et une capitaine de l'armée française.
- Ronald Edmond Balfour : militaire et historien britannique.

## Opérations pendant la guerre
Au fur et à mesure de la progression des forces alliées à travers l'Europe, libérant les territoires occupés par les nazis, les Monuments Men sont présents sur les lignes de front, mais en très petit nombre. Manquant de moyens, de documentation, ou d'encadrement, la poignée d'officiers qu'ils sont s’appuient essentiellement sur les connaissances qu'ils avaient acquises en travaillant dans des musées, et sur leur débrouillardise, car la tâche qu'ils doivent affronter est sans précédent. Ils travaillent sur le terrain dans le cadre de la branche opérationnelle du SHAEF, le Supreme Headquarters Allied Expeditionary Force en Europe, commandé par Eisenhower, et prennent une part active à la préparation des opérations sur le terrain. Lors de la préparation de la prise de Florence - utilisée par les nazis comme plate-forme de répartition des approvisionnements du fait de sa position centrale en Italie - les troupes alliées se fondent sur des photographies aériennes fournies par les membres du MFAA (« Monuments, Fine Arts, and Archives program ») sur lesquelles sont marqués les monuments d'importance culturelle, de manière que les pilotes puissent éviter de les endommager pendant les bombardements.
Au XXIe siècle encore, la récupération des œuvres volées par les nazis et leur restitution ne sont pas achevées, comme le montre notamment la découverte du trésor en partie volé détenu à Munich par le collectionneur Cornelius Gurlitt.

## Mines de sel et châteaux

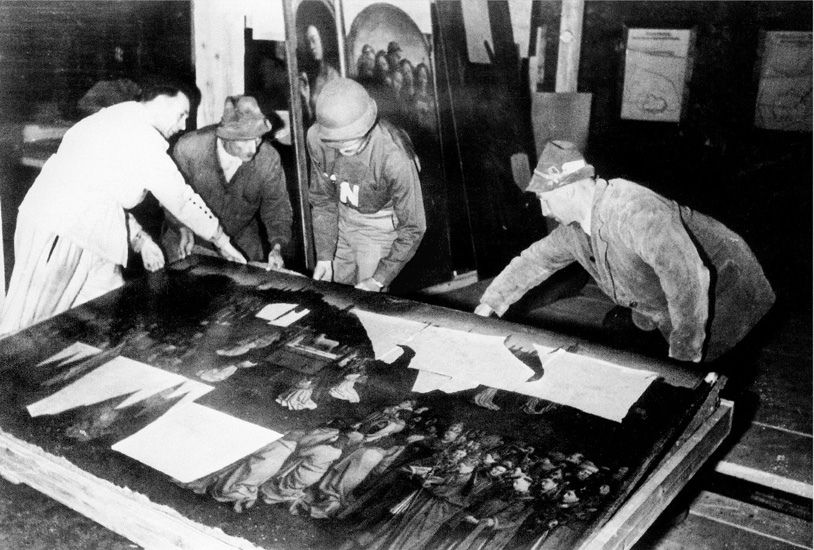
L'Agneau mystique de Gand, lors de sa récupération dans la mine de sel d'Altaussee à la fin de la Seconde Guerre mondiale.

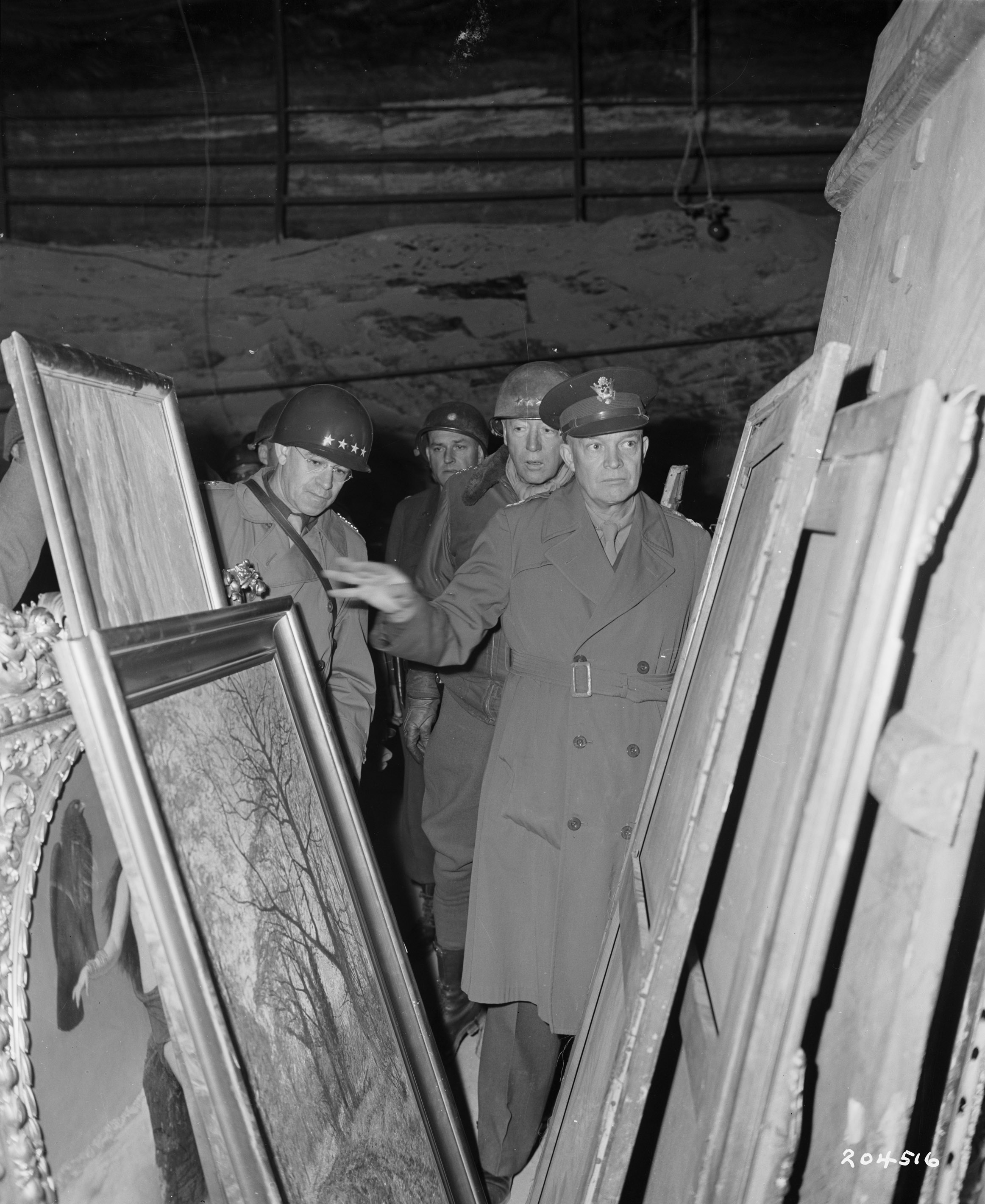
Le général Eisenhower inspectant les œuvres d'art volées découvertes à Merkers.

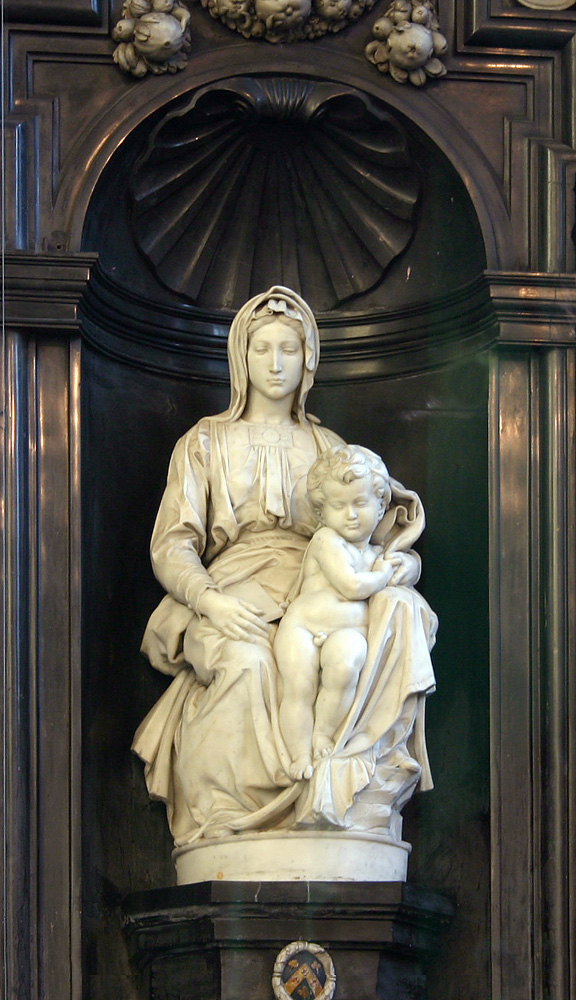
La Madone de Bruges.

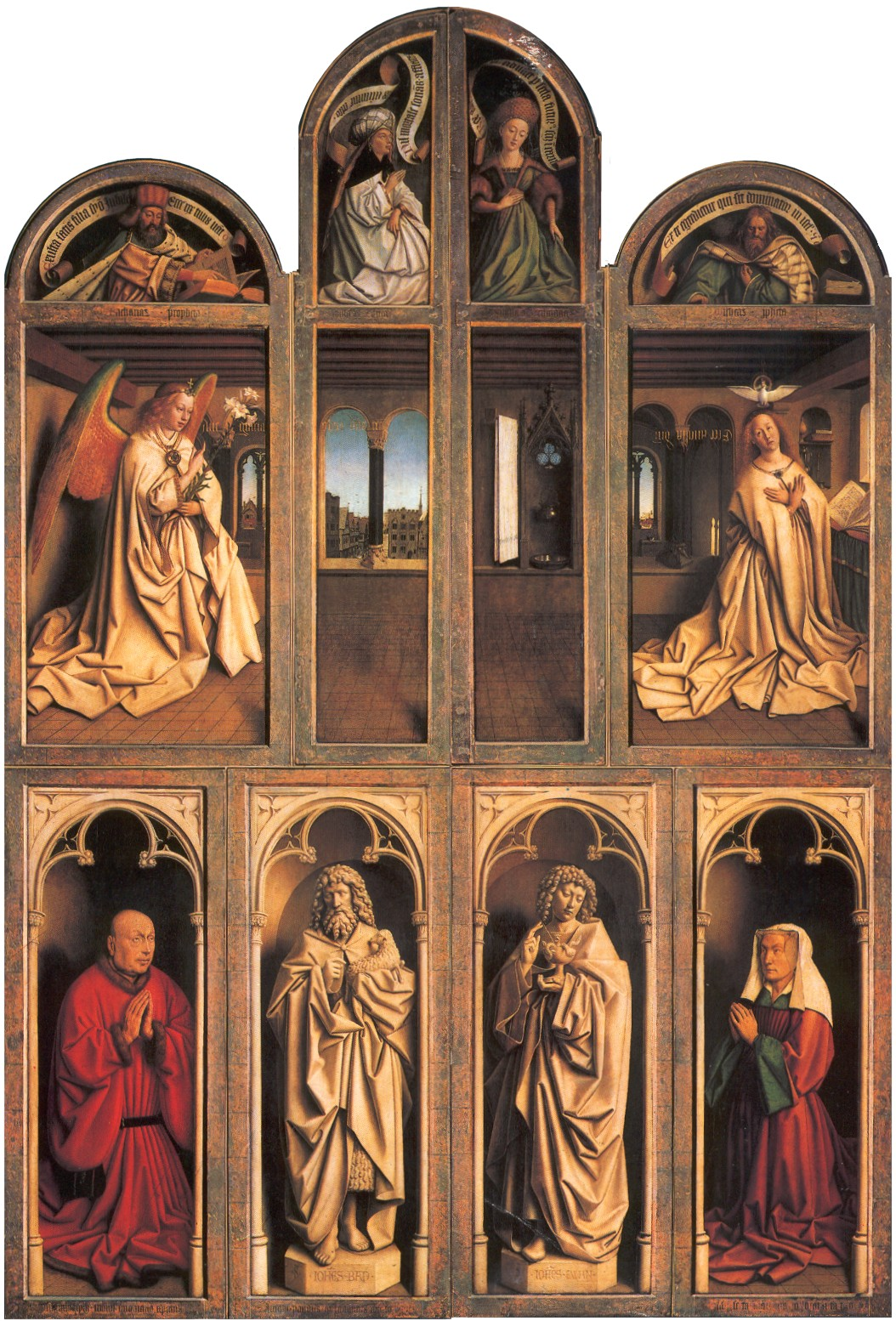
L'Agneau mystique de Gand, en position fermée.

Après la guerre, entre 1945 et 1951, les Monuments Men vont rechercher et réussir à localiser cinq millions d’œuvres pour les rendre aux personnes à qui elles avaient été volées.
Les Américains et les forces alliées en Europe découvrent peu à peu des entrepôts cachés où sont stockées des œuvres d'art sans prix, mêlant celles qui provenaient des pillages effectués par les nazis avec d'autres, non pas volées celles-ci, mais évacuées de divers musées pour les mettre à l'abri. Les Monuments Men supervisent alors leur protection, leur catalogage, leur emballage et leur enlèvement.
Ainsi, en Italie, la direction des musées a expédié ses collections vers différents emplacements situés dans la campagne, tel que le château de Montegufoni, en Toscane, qui ont abrité quelques-unes des pièces principales des collections de Florence (l'Adorazione dei Magi de Domenico Ghirlandaio, le Printemps de Sandro Botticelli et la Vierge d'Ognissanti de Giotto di Bondone). À mesure que les troupes alliées progressent en Italie, les armées allemandes se replient vers le nord en volant au passage des peintures et des sculptures de ces entrepôts provisoires. Lorsque les forces allemandes approchent des frontières autrichiennes, ils sont contraints d'entreposer l'essentiel de leur butin dans différentes cachettes, telles qu'un château à Sand in Taufers et une cellule de prison à San Leonardo.
À partir de la fin mars 1945, les forces alliées commencent à découvrir ces entrepôts cachés, au cours de ce qui va devenir « la plus grande chasse au trésor de l'Histoire ». Rien qu'en Allemagne, les forces américaines vont trouver quelque 1 500 caches d'objets d'arts ou d'intérêt culturel arrachés à des institutions ou à des personnes physiques à travers l'Europe entière, mêlés à des collections d'art provenant de musées allemands ou autrichiens évacuées pour les protéger. Les troupes soviétiques vont, de leur côté, faire quelques découvertes, telles que les trésors de l'extraordinaire Musée des transports de Dresde.
Parmi les entrepôts d’œuvres d'art découverts par les Monuments Men en Autriche, en Allemagne et en Italie, on compte notamment :
- Berchtesgaden, en Allemagne, où la 101e division aéroportée, surnommée les « Screaming Eagles », les « Aigles hurlants », trouve plus de 1 000 tableaux et sculptures volés par le Reichsmarschall Hermann Göring. La cache avait été évacuée de sa propriété, Carinhall, et transportée à Berchtesgaden en avril 1945 pour la protéger de l'avancée des troupes russes.
- Bernterode, en Allemagne : les Américains y trouvent quatre cercueils contenant les restes des plus grands dirigeants de l'Allemagne, et notamment ceux de Frédéric le Grand et du Generalfeldmarschall Paul von Hindenburg. Ils trouvent également dans la mine 271 tableaux, y compris des portraits de cour du palais de Sanssouci à Potsdam, que l'on avait cachés derrière une porte verrouillée et un mur de briques épais de près de 1,5 mètre. Le site avait été initialement utilisé comme un complexe d'approvisionnement militaire et d'entreposage de munitions où travaillaient sous la contrainte des centaines de personnes.
- Merkers, en Allemagne : la mine de Kaiserode à Merkers est découverte en avril 1945 par la troisième armée américaine, commandée par le général George S. Patton. L'or de la Reichsbank y est découvert, ainsi que 400 tableaux des musées de Berlin et de nombreuses caisses contenant divers trésors. Une autre découverte, plus sinistre celle-ci, est celle d'or et d'objets personnels provenant des victimes des camps de concentration nazis.
- Château de Neuschwanstein, en Allemagne : on retrouve dans ce château plus de 6 000 objets volés par les ERR, les Einsatzstab Reichsleiter Rosenberg, la section du NSDAP dirigée par Alfred Rosenberg et chargée de gérer le pillage « légal » des juifs. C'est ici que l'on trouve les pièces de collections privées provenant de France, comprenant des meubles, des bijoux, des tableaux et d'autres objets. Le Monuments Man James J. Rorimer, capitaine de l'armée américaine, supervise l'évacuation de l'entrepôt, qui contenait également des documents de l'ERR.
- Altaussee, en Autriche : ce vaste complexe implanté dans des mines de sel servait de gigantesque entrepôt pour les œuvres d'art volées par les nazis, ainsi que pour d'autres provenant de collections autrichiennes. Pour le seul domaine de la peinture, plus de 6 500 tableaux sont découverts à Altaussee. Parmi les principales œuvres retrouvées là, on compte des œuvres appartenant à la Belgique, telles que la Madone de Bruges de Michel-Ange, volée à l'église Notre-Dame de Bruges, L'Agneau mystique de Gand, de Jan van Eyck. On y trouve encore L'Astronome et L'Art de la peinture de Vermeer, qui devaient constituer les pièces maîtresses du Führermuseum de Hitler à Linz, en Autriche. C'est aussi dans l'entrepôt d'Altaussee qu'on découvre des tableaux provenant du musée de Capodimonte de Naples, en Italie, qui avaient été volées par la 1re division Fallschirm-Panzer Hermann Göring à Monte Cassino, en Italie.
- San Leonardo, en Italie : dans une cellule de prison de cette ville située au nord du pays, les troupes alliées découvrent des tableaux du Musée des Offices de Florence qui avaient été déchargées là à la hâte par les troupes allemandes en retraite. Parmi les chefs-d’œuvre ainsi retrouvés, on compte des tableaux de Sandro Botticelli, de Filippo Lippi et de Giovanni Bellini.

## Occupation du Japon
À l'approche de la fin de la guerre contre le Japon, en 1945, George Stout et un autre Monuments Man, le major Laurence Sickman recommandent de créer là-bas une branche du MFAA (Monuments, Fine Arts, and Archives). C'est ainsi qu'est créée la Arts and Monuments Division de la Civil Information and Education Section du quartier général du Commandement suprême des Forces alliées à Tokyo. George Stout dirige cette division du mois d'août 1945 jusqu'au milieu de l'année 1946 environ.
Langdon Warner, un archéologue responsable de l'art oriental au Fogg Art Museum de Harvard, conseille la section japonaise du MFAA d'avril à septembre 1946. Parmi les autres membres de la Arts and Monuments Division de Tokyo, on compte Howard Hollis, le lieutenant-colonel Harold Gould Henderson (en), le lieutenant Sherman Lee (en) et le lieutenant Patrick Lennox Tierney (en),.

## Cinéma
- (fr + en) George Clooney (acteur, réalisateur) et Matt Damon (acteur), Monuments Men, DVD, coll. « (Dolby Digital 5.1) », 2014 (ASIN B00IWTEE0I)